# 薩弗頓鎮區 (密蘇里州羅爾斯縣)
薩弗頓鎮區（英語：Saverton Township）是位於美國密蘇里州羅爾斯縣的一個行政鎮區。

## 地方資料
薩弗頓鎮區的面積為146.16平方千米，當中陸地面積為139.40平方千米，而水域面積為6.76平方千米。根據2020年美國人口普查的數據，當地共有人口2045人，而人口密度為每平方千米13.99人。